# Jaume Manresa Salvà
Jaume Manresa Salvà, de Guiamerà, (1904, Llucmajor, Mallorca - 25 de novembre de 1986, Llucmajor) fou un empresari i batle de Llucmajor durant la dictadura franquista, durant dos breus períodes (1952-53 i 1954-54).
Manresa fou un empresari de Llucmajor dedicat a la producció i exportació de licors. Entrà de regidor a l'ajuntament de Llucmajor (el 1943 ja ho era) i n'assumí la presidència durant dos breus períodes.